# Embudu
Embudu (in Divehi: Emboodhoo) ist eine kleine unbewohnte Insel der Malediven am Nordrand des Süd-Malé-Atolls. Sie ist etwa 380 × 190 Meter groß  und liegt circa zwölf Kilometer von Malé entfernt. Von dort kann die Insel per Dhoni (maledivischer Schiffstyp) oder mit dem Speedboat erreicht werden.

## Tourismus
Auf der Insel befindet sich heute das Embudu Village, ein Resort, nebst der Tauchbasis Diverland Embudu. 
Das Resort verfügt über 106 Unterkünfte, von denen sich 16 in Wasserbungalows in der Lagune befinden. 
Embudu gilt mit seinen Kokospalmen, den feinsandigen Stränden und dem durchweg ursprünglich belassenen, sandigen Erdboden als sogenannte Barfußinsel. Ganz von einer Lagune mit einem Saumriff umgeben eignet sich die Insel als Reiseziel für Taucher. Dem kommt zudem entgegen, dass sich ihre Ostseite im Auslauf des Embudu-Channels befindet, der als Hai-Tauchplatz bekannt ist.